# برج‌های امارات
برج‌های امارات دو برج واقع در شهر دبی، امارات می‌باشند که شامل برج اداری امارات و برج هتل جمیرا امارات است.
ارتفاع این برج‌ها ۳۵۵ متر و ۳۰۹ متر و ساخت و ساز آن‌ها در سال ۱۹۹۶ شروع و در سال ۲۰۰۰ به پایان رسیده‌است.